# Stade Louis II
Het Stade Louis II (genoemd naar Lodewijk II van Monaco) te Monaco is het thuisstadion van voetbalclub AS Monaco. Het stadion kan 18.500 toeschouwers bevatten. In de periode 1998 tot en met 2012 werd in dit stadion jaarlijks om de Europese Supercup gespeeld. Ook wordt hier de atletiekwedstrijd Herculis gehouden.
Het complex is gelegen in de wijk Fontvieille. Naast een voetbalstadion bevat het complex ook een zwembad, universiteit, parkeergarage, etc.